# Isla Cartier
La isla Cartier (en inglés: Cartier Island) es un cayo de arena deshabitado y sin vegetación en un arrecife en el mar de Timor al norte de Australia y al sur de Indonesia. De acuerdo con la Mancomunidad de Naciones, la extensión territorial de las Islas Cartier es 0.004 kilómetros cuadrados (0,4 hectáreas). Se encuentra en las coordenadas 12°31′S 123°33′E, en el borde de la plataforma continental de Sahul, a unos 300 kilómetros frente a la costa noroeste de Australia Occidental, a 200 kilómetros al sur de la isla indonesia de Roti, y a 70 kilómetros al sureste del Arrecife Ashmore. Se encuentra dentro del territorio de Islas Ashmore y Cartier, un territorio externo de Australia.
El área dentro de 4 millas náuticas (7 km) del centro del arrecife está protegido como la Reserva Marina de la Isla de Cartier (Cartier Island Marine Reserve). Fue declarado Reserva Marina en junio de 2000. En el extremo sur del arrecife esta los restos de la Ann Millicent, una barcaza con casco de hierro de 944 toneladas que naufragó allí en 1888. Los restos de un Beaufighter RAAF También se puede ver en la marea baja. Anteriormente utilizado como campo de tiro, el acceso a la isla está prohibido debido al riesgo de artefactos explosivos sin detonar. El área es todavía un Área de Práctica de Defensa, pero ya no está en uso activo.